# Pedicinus colobi
Pedicinus colobi är en insektsart som beskrevs av Fahrenholz 1917. Pedicinus colobi ingår i släktet Pedicinus och familjen Pedicinidae. Inga underarter finns listade i Catalogue of Life.